# Dead Man's Walk
Dead Man's Walk è una miniserie televisiva in 3 puntate del 1996 diretta da Yves Simoneau, tratta dall'omonimo romanzo di Larry McMurtry del 1995, e prequel della miniserie Colomba solitaria.
Trasmessa negli Stati Uniti dal 12 al 13 maggio del 1996 sulla rete ABC.

## Trama
Due giovani si uniscono all'unità dei Texas Rangers in missione per annettere Santa Fe.

## Produzione
La sceneggiatura della serie è stata scritta da Larry McMurtry e Diana Ossana, che aveva già lavorato alla serie Colomba solitaria e in seguito scrisse la sceneggiatura del film I segreti di Brokeback Mountain.
Il budget era di 20 milioni di dollari.

## Accoglienza
Una recensione di Don Heckman dell'11 maggio 1996 del Los Angeles Times afferma che "Il regista Yves Simoneau ha fatto del suo meglio con una sceneggiatura, scritta da McMurtry e dalla produttrice Diana Ossana, che offriva ben poco in termini di sviluppo fattibile dei personaggi".

## Riconoscimenti
- Emmy Awards
  - 1996 – Candidatura per la miglior composizione musicale per una miniserie o uno speciale televisivo a David Bell.
- Lone Star Film & Television Awards
  - 1996 – Miglior sceneggiatura televisiva a Larry McMurtry e Diana Ossana.
- NCLR Bravo Awards
  - 1996 – Miglior interpretazione in un film televisivo o in una miniserie per Edward James Olmos.